# Wiehl
Wiehl è una città di 25 088 abitanti della Renania Settentrionale-Vestfalia, in Germania.
Appartiene al circondario di Oberberg (targa GM).
Wiehl si fregia del titolo di "Media città di circondario" (Mittlere kreisangehörige Stadt).